# Козятинська вулиця (Київ)
Козя́тинська ву́лиця — вулиця в Печерському районі міста Києва, місцевість Звіринець. Пролягає від вулиці Добровольчих батальйонів до Лаврської вулиці.
Прилучається Козятинський провулок.

## Історія
Виникла у 1950-ті роки під назвою 671-ша Нова вулиця (разом з Козятинським провулком). Сучасна назва — з 1953 року.

## Установи та заклади
- Посольство Швейцарії в Україні (буд. № 12)